# Johann Friedrich II. (Hohenlohe-Öhringen)

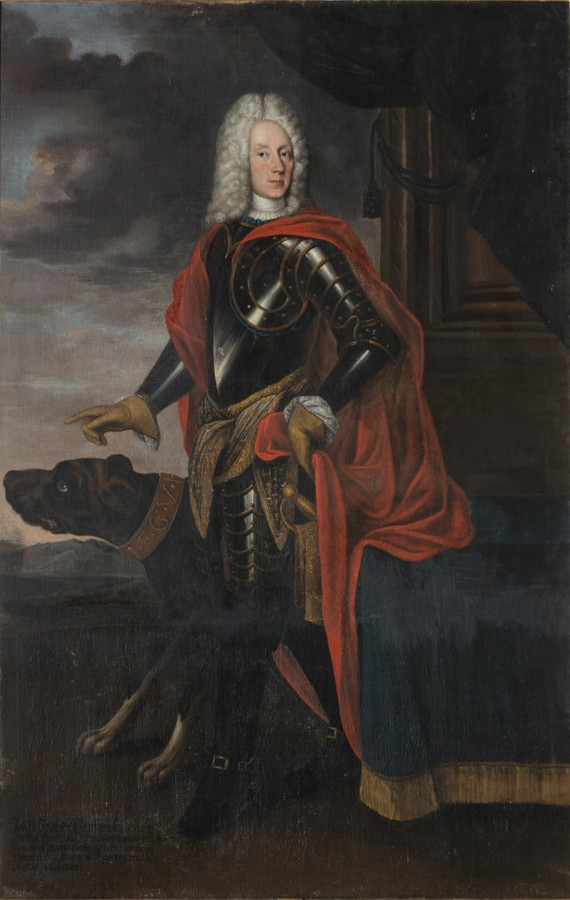
Graf Johann Friedrich II. zu Hohenlohe-Neuenstein-Öhringen, seit 1764 Fürst, Gemälde von Peter Franz Tassaert im Rittersaal des Schlosses in Weikersheim

Johann Friedrich II. zu Hohenlohe-Neuenstein-Öhringen (* 22. Juli 1683 in Öhringen; † 24. August 1765 ebenda) war von 1708 bis 1764 regierender Graf und ab 1764 Fürst.
Von 1708 bis 1764 war seine volle Titulatur: Johann Friedrich II., Graf von Hohenlohe und Gleichen, Herr zu Langenburg und  Kranichfeld, jetzt regierender Graf und Herr zu Hohenlohe-Neuenstein-Öhringen. Von 1764 bis zum Tode war seine volle Titulatur: Durchlauchtigster Fürst Johann Friedrich II., regierender Fürst zu Hohenlohe-Öhringen, Graf zu Gleichen, Herr zu Langenburg und Kranichfeld etc. etc.

## Leben
Johann Friedrich II. war der vierte Sohn von Graf Johann Friedrich I. von Hohenlohe-Öhringen (* 31. Juli 1617 in Neuenstein; † 17. Oktober 1702 in Öhringen) und dessen Frau Luise Amöne geborene Prinzessin von Schleswig-Holstein-Norburg (* 15. Januar 1642 auf Schloss Norburg; † 11. Juni 1685 in Öhringen), einer Tochter des Herzogs Friedrich von Schleswig-Holstein-Sonderburg-Norburg. Als Abkömmling aus der Neuensteiner Linie seines Hauses (Enkel des Kraft zu Hohenlohe-Neuenstein bzw. Urenkel des Wolfgang II. von Hohenlohe) gehörte er traditionell der evangelischen Konfession an.
Er war mit 19 Jahren auf der Ritterakademie in Kopenhagen.
Der ältere Bruder Friedrich Kraft (1667–1709) wurde wegen mentaler und physischer Gebrechen von seinem Vater für regierungsunfähig befunden. Die regierenden Grafen der Linien Hohenlohe-Langenburg und Waldenburg bestanden darauf, dass auch der kranke Graf Friedrich Kraft nicht von vornherein von der Erbfolge auszuschließen war, sondern bis zur Entscheidung über die Teilung fünf Jahre gewartet werden musste, ob sich der Gesundheitszustand Graf Friedrich Krafts bis dahin soweit gebessert hätte, dass eine Teilung der Neuenstein-Öhringer Linie in drei Herrschaftsgebiete möglich gewesen wäre.
Da der ältere Bruder Friedrich Kraft auch nach fünf Jahren Wartezeit nicht regierungsfähig war, erfolgte am 30. Mai 1708 durch Losentscheid die Erbteilung zwischen Graf Carl Ludwig und seinem jüngeren Bruder Johann Friedrich II. Dabei erhielt Graf Johann Friedrich II. die Herrschaft Öhringen mit Neuenstein. 
Die Residenz Weikersheim mit dem zugehörigen Territorium fiel beim Tod seines Bruders, des Grafen Carl Ludwig, 1756 an ihn, den jüngeren und einzig verbliebenen Bruder zurück. Im Jahre 1764 wurde Graf Johann Friedrich II. in den Fürstenstand erhoben.

## Familie
Am 13. Februar 1710 heiratete Graf Johann Friedrich II. in Darmstadt Landgräfin Dorothea Sophia von Hessen-Darmstadt, Tochter des Landgrafen Ernst Ludwig (1667–1739). Das Paar hatte sieben Kinder:
- Ludwig Wilhelm Friedrich (*/† 1712),
- Charlotte Luise Friederike (* 10. Juni 1713; † 30. Oktober 1785),
- Karoline Sophie (* 8. Januar 1715; † 21. August 1770),
- Wilhelmine Eleonore (* 20. Februar 1717; † 30. Juni 1794),
- Leopoldine Antoinette (* 16. März 1718; † 4. Oktober 1779),
- Eleonore Christiane (* 1. März 1720; † 17. Februar 1746),
- Ludwig Friedrich Karl (1723–1805).